# Sărnița, Haskovo
Sărnița (în bulgară Сърница) este un sat în Obștina Mineralni Bani, Regiunea Haskovo, Bulgaria.

## Demografie
Componența etnică a satului Sărnița
     Turci (69,2%)
     Bulgari (4,3%)
     Romi (1,49%)
     Nicio identificare (25%)
La recensământul din 2011, populația satului Sărnița era de 604 locuitori. Din punct de vedere etnic, majoritatea locuitorilor (69,2%) erau turci, existând și minorități de bulgari (4,3%) și romi (1,49%). Pentru 25,0% din locuitori nu este cunoscută apartenența etnică.